# قطعنامه ۱۶۳۶ شورای امنیت
قطعنامه  ۱۶۳۶ شورای امنیت سازمان ملل متحد که در تاریخ ۳۱ اکتبر ۲۰۰۵ تصویب شد، سندی بین‌المللی دربارهٔ بررسی وضعیت خاورمیانه است. این قطعنامه طی نشست ۵۲۹۷ام با ۱۵ رای موافق، ۰ مخالف و ۰ ممتنع تصویب شد.